# Asaphomorpha bastardi
Asaphomorpha bastardi är en skalbaggsart som beskrevs av Dewailly 1950. Asaphomorpha bastardi ingår i släktet Asaphomorpha och familjen Melolonthidae. Inga underarter finns listade.